# Natalia Shamberova
Natalia Shamberova (São Petersburgo) é uma professora de Inglês e poetisa russa.
Na poesia, ela é uma sonetista, construtora de coroas de sonetos, uma entre os raros poetas construtores de coroa de coroas de sonetos em toda a literatura mundial.
É membro de:
- União Russa de Escritores
- Associação Internacional de Professores
- Instituto de Línguas Estrangeiras de São Petersburgo
- Universidade Estadual de Economia de São Petersburgo.[2]

## Poeta
Natalia Shamberova publicou os seguintes livros:
- "Undiscovered Dream" (1991)[1]
- "As portas do céu" (Sacred Trifle) (1993)
- "Luz Ametista do Despertar" (Amethyst Divine Light) (1997)
- "Heavenly Doors…" (2000)[nota 1]

Em sua produção literária, iniciou em 1993 a construir coroas de sonetos. 
- "With you" (Contigo)
- "C'est la Vie" (É a vida)[nota 2]
- "The Harbour of Comfort"[nota 3]
- "The Predestination".

"Para Natalia Shamberova, escrever versos não é um hobby ou paixão, mas uma questão de cognição da Vida e dos fundamentos do meio ambiente por meio de uma experiência de destino pessoal. Ela nunca flerta com seus leitores nem tenta surpreendê-los completamente com quaisquer formas poéticas ou comparações intrincadas ou complicadas. Mas com as primeiras linhas de seus versos, ela apela à profundidade dos corações e sentimentos mais íntimos dos leitores, sendo em grande medida sincera e positivamente segura no que ela está escrevendo. O amor é o templo para ela, onde tudo deve ser puro e decente; Deus e a
família – é a salvação de todas as provações inevitáveis enviadas a nós pela Vida."— A. Sheveljov
Em 2003, construiu a coroa de coroas de sonetos The Mists of August (As brumas de Agosto)

Apesar de sua nacionalidade e residência na Rússia, Natalia Shamberova, sendo uma professora do idioma inglês, escreve suas obras poéticas nesse idioma.

Eu nunca teria imaginado que esse prazer poderia
acontecer comigo. Escrever em inglês é um grande desafio. No entanto, o inglês é meu amor profissional – “o porto do conforto em um sentido...”
Natalia Shamberova
"Escrever poema não é um hobby, mas a essência de aprender sobre o mundo ao seu redor.— Natalha Shamberova